# سینما آفریقا (تهران)
سینما آفریقا(نام پیشین: سینما آتلانتیک) از سینماهای معروف تهران است. این سینما در ۱۴ بهمن ۱۳۴۳ توسط محمدرضا پهلوی و فرح دیبا تأسیس شده است. در روز ۱۴ مرداد ۱۳۵۷ سینما آتلانتیک تهران دچار آتش‌سوزی شد. این سینما در سال ۱۳۵۸ از آتلانتیک به آفریقا تغییر نام داد.
سینما آفریقا در خیابان ولیعصر بالاتر از میدان ولیعصر نرسیده به خیابان زرتشت واقع شده‌است. این سینما دارای یک سالن به همراه بالکن است و حدود هزار صندلی دارد. این سینما دارای درجه کیفی «ممتاز» است و در حال حاضر حوزه هنری مالکیت آن را دارد.

## نگارخانه

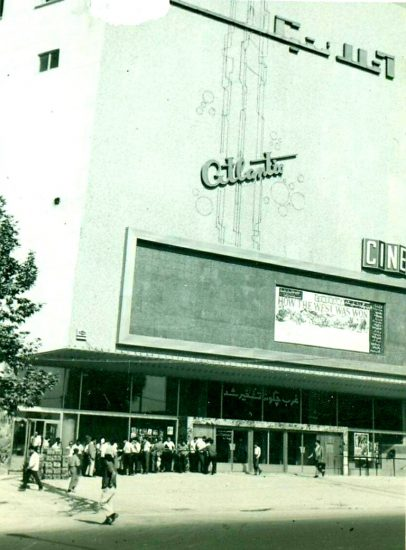
سینما آتلانتیک پیش از ۱۳۵۷
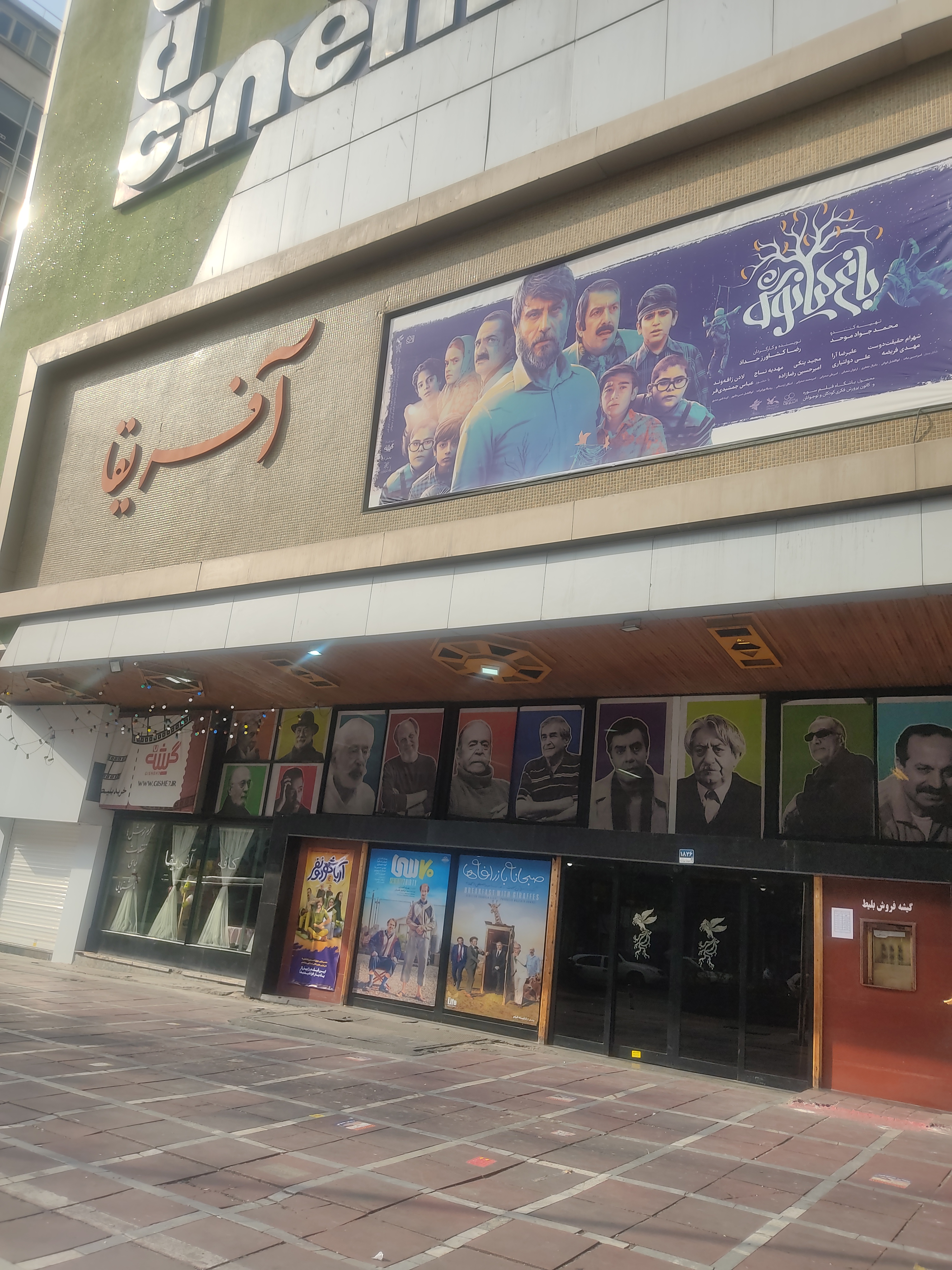
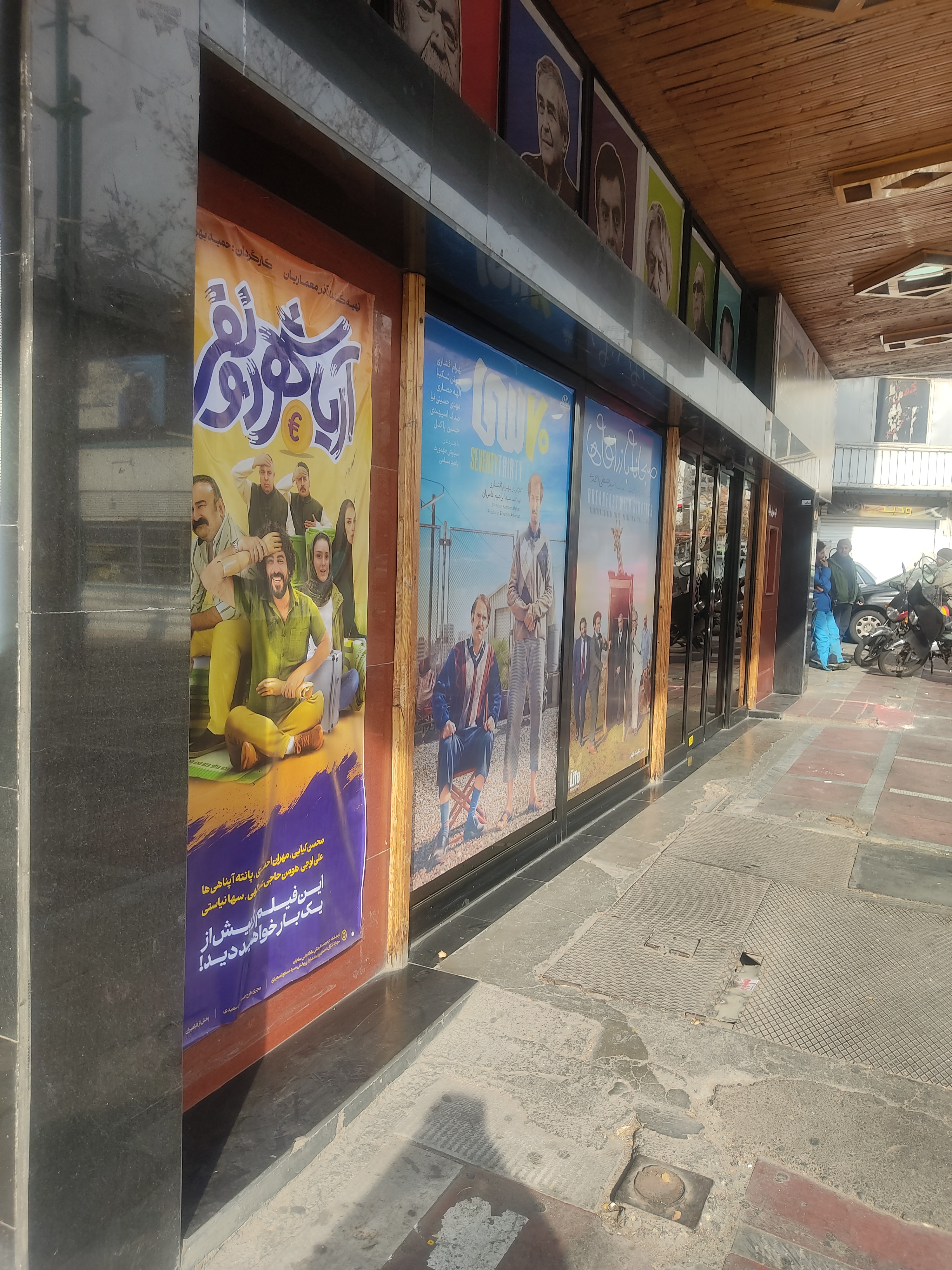
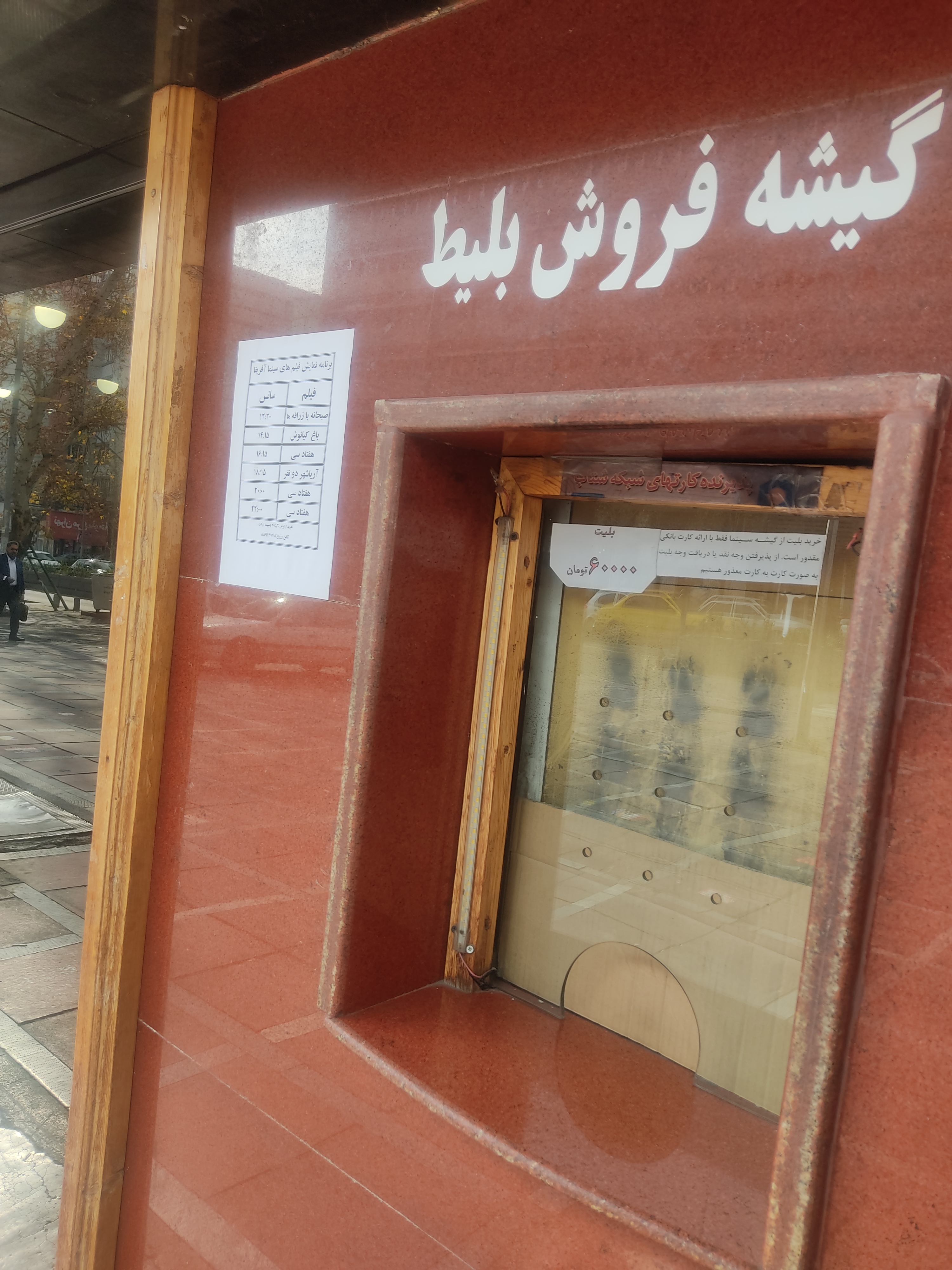